# 高基铉
高基铉（谚文: 고기현，朝鲜汉字：高基鉉，1986年5月11日—），是韩国著名的女子短道速滑运动员。她是2002年冬季奥林匹克运动会短道速滑比赛1500米亚军。

## 职业生涯
2002年盐湖城冬奥会中，高基铉获得1500米金牌。她获得金牌时的年龄是15岁277天，她是继塔拉·利平斯基之后第二年少的冬奥会金牌获得者。

## 资料来源
- 奥林匹克数据库网站(英文)
- 高基铉-国际滑冰联盟（ISU）